# Louis Couperus - niet te stillen onrust
Louis Couperus - niet te stillen onrust is een documentaire uit 2013 over Louis Couperus.

## Voorgeschiedenis
In 2013 was het 150 jaar geleden dat de Nederlandse schrijver Louis Couperus werd geboren. Dit jubileumjaar werd aangegrepen voor allerlei activiteiten: tentoonstellingen, speciale boekenveilingen, boek- en tijdschriftpublicaties en het maken van een documentaire over Couperus. De twee makers, regisseur Jan Louter en schrijver en columnist Bas Heijne, hadden al sinds circa 1995 plannen voor een dergelijke documentaire. In 2013 werd de documentaire financieel mogelijk gemaakt, mede door een oproep op 3 juni 2013 tot crowd-funding op de website van het Louis Couperus Genootschap. De werktitel was Lila inkt, naar de kleur inkt waarmee Couperus schreef, maar werd later veranderd in Louis Couperus - niet te stillen onrust.

## Uitzending
De documentaire werd voor het eerst uitgezonden op 15 september 2013 door een regionale omroep. De officiële première was in De Rode Hoed in Amsterdam op 25 september 2013. Op 1 oktober 2013 werd de documentaire landelijk op de Nederlandse publieke televisie uitgezonden in het programma Het uur van de wolf.

## Inhoud
Aan de hand van de romans De stille kracht, De boeken der kleine zielen en de verhalen waarin Orlando voorkomt, trekt Bas Heijne naar het voormalige Nederlands-Indië, Den Haag en Italië, de plekken die een belangrijke rol spelen in leven en werk van Couperus. Heijne ontvouwt daarbij zijn visie op de schrijver die hij eveneens neerschreef in zijn essay Angst en schoonheid dat op 25 september 2013 tevens werd gepresenteerd.